# Kosara, Silistra
Kosara (în bulgară Косара, în română Cusuiul Tătăresc) este un sat în comuna Glavinița, regiunea Silistra, Dobrogea de Sud, Bulgaria. 
Între anii 1913-1940 a făcut parte din plasa Turtucaia a județului Durostor, România.

## Demografie
Componența etnică a satului Kosara
     Turci (95,5%)
     Bulgari (2,24%)
     Nicio identificare (2,24%)
     Altele (0%)
La recensământul din 2011, populația satului Kosara era de 178 locuitori. Din punct de vedere etnic, majoritatea locuitorilor (95,5%) erau turci, cu o minoritate de bulgari (2,24%). Pentru 2,24% din locuitori nu este cunoscută apartenența etnică.